# Jaime Fernández Garrido
Jaime Fernández Garrido (Orense, 17 de abril de 1960) es un escritor cristiano y el director y presentador del programa "Nacer de Novo" en la Radio y Televisión de Galicia.

## Biografía

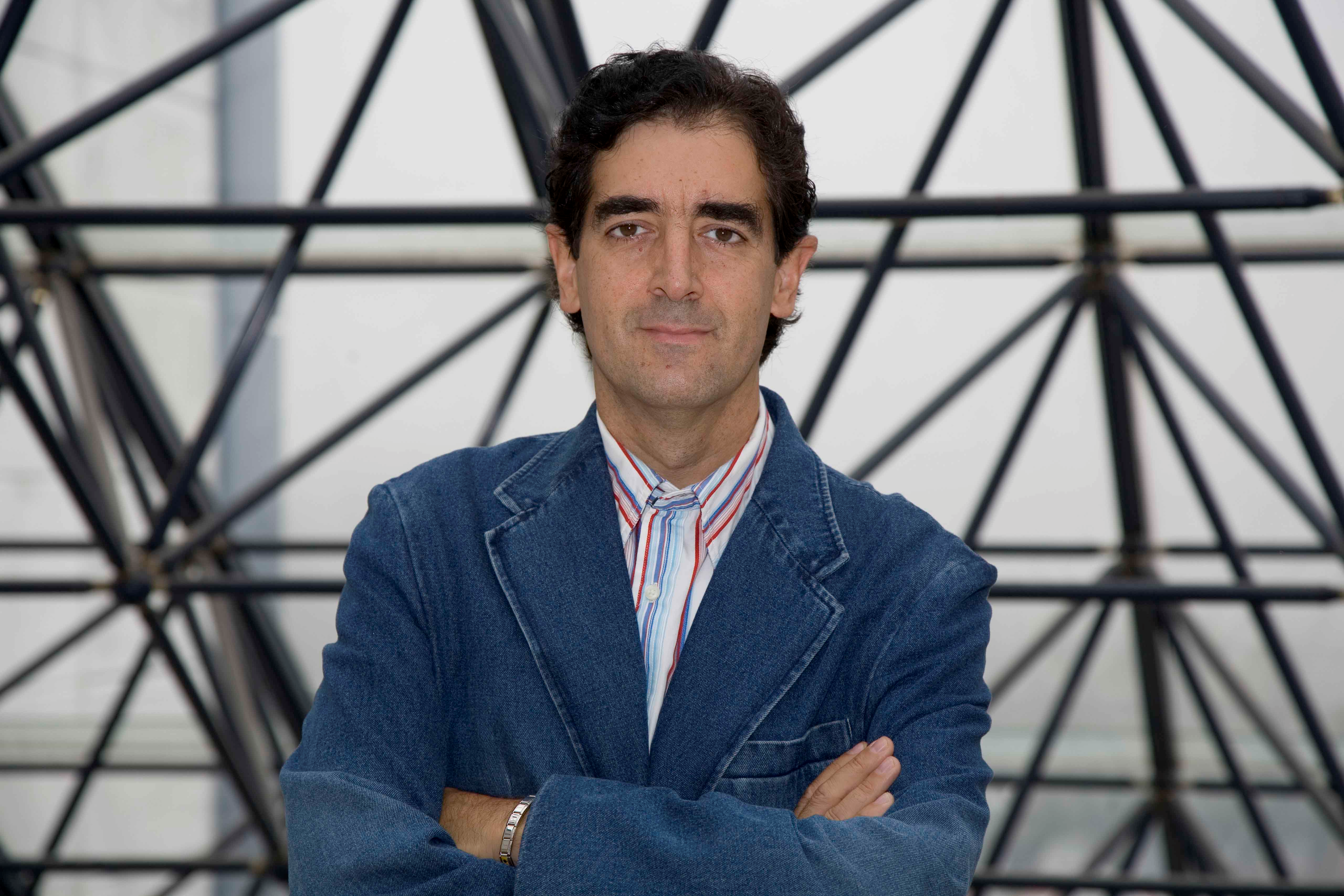
Jaime Fernández Garrido.

Jaime nació en Orense en 1960. Se casó con Miriam Ruiz Blanco.
Es doctor en pedagogía por la Universidad Complutense de Madrid gracias a su tesis "Normativa lingüística y didáctica de la lengua en Galicia". También es diplomado en teología, profesor de piano y compositor.
Fue capellán evangélico en los Juegos Olímpicos de Seúl (1988), Barcelona (1992), Atlanta (1996) y Sídney (2000).
Es presidente de la Asociación Mundial de Orfanatos (AMOR).

## Obras
Jaime Fernández Garrido es un autor prolífico. Algunas de sus obras más destacadas en el ámbito de la literatura cristiana son:
- Cambia de ritmo (1992) es uno de sus libros más reconocidos entre  el público evangélico. Se trata de un libro devocional con lecturas para cada día del año con los deportes como hilo conductor.[1]
- Cara a cara (2000) coescrito con Dan Hollingsworth.
- Compasión (2007).[4]
- Atrévete a vivir (2008).
- 30 pasos hacia la amistad (2010).
- Corazón indestructible (2010).
- Mejora tu ritmo (2012).
- ¿99? Tu historia aún no ha terminado (2017).[5]
- Héroes desconocidos de la Biblia (2018).[6]
- Sin límites (2019).[7]
- Un año de película (2019).[8]
- Besar la vida (2020).[9]
- Desde mi habitación (2021).
- Detrás de cada puerta (2022).[2][3]

## Reconocimientos
Jaime recibió el premio Personalidad del Año 2015 de la Alianza de Escritores y Comunicadores Evangélicos (ADECE).